# Allactaga balikunica
Allactaga balikunica је врста глодара из породице скочимиш (Dipodidae).

## Распрострањење
Врста има станиште у северној Кини и у Монголији.

## Станиште
Станишта врсте су полупустиње и пустиње. 

## Начин живота
Број младунаца које женка доноси на свет је обично 1-3. 

## Угроженост
Ова врста је наведена као последња брига, јер има широко распрострањење и честа је врста.